# Sean Fine
Sean Fine é um cineasta e cinematografista americano. Como reconhecimento, venceu, no Oscar 2013, a categoria de Melhor Documentário em Curta-metragem por Inocente.